# 룩셈부르크 사회주의 노동자당

룩셈부르크 사회주의 노동자당(룩셈부르크어: Lëtzebuerger Sozialistesch Arbechterpartei, 프랑스어: Parti Ouvrier Socialiste Luxembourgeois, 독일어: Luxemburger Sozialistische Arbeiterpartei; LSAP 또는 POSL)은 룩셈부르크의 사회민주주의 정당이다. 1902년 창당되었고, 사회주의 인터내셔널에 가입하였다.